# Castilleja schaffneri
Castilleja schaffneri är en snyltrotsväxtart som beskrevs av William Botting Hemsley. Castilleja schaffneri ingår i släktet målarborstar, och familjen snyltrotsväxter. Inga underarter finns listade i Catalogue of Life.